# Liana Pasquali
Liana Pasquali (Fiume, 1915. október 10. – Cagliari, 2010. június 10.) hárfaművész, Lőrinczi László felesége.

## Életpályája
A római Santa Cecilia Zenekonzervatóriumban tanult, majd Párizsban folytatta tanulmányait, ahol egyetlen külföldiként Marcel Tournie, híres hárfatanár tanítványa volt. Párizsban debütált, majd 1947-ben Kolozsvárra költözött, ahol énekelt az operában, és tanított a zenekonzervatóriumban. 1955-től Bukarestben élt. Ott Egizio Massini hívására a román opera hárfaművésze lett,  ugyanakkor tanított a bukaresti zenekonzervatóriumban. Karrierje csúcsán 1956-ban Salzburgban lépett fel, 
ahol Igor Markevitch vezényletével Mozart és Debussy darabokat játszott. Romániában olyan híres karmesterekkel dolgozott mint: George Georgescu, Constantin Silvestri, Alfred Alessandrescu, Theodor Rogalski, Mircea Basarab, Mihai Brediceanu és Iosif Conta. Híres tanítványai voltak: Ion Ivan Roncea (első díjas a 6. izraeli nemzetközi hárfaversenyen, 1976), Elena Ganţolea és Tatiana Bunea.
Számos hárfaátirat szerzője (például Johann Sebastian Bach művei, valamint Farkas Ferenc Magyar táncok című darabja).